# Viridovipera yunnanensis
Viridovipera yunnanensis är en ormart som beskrevs av Schmidt 1925. Viridovipera yunnanensis ingår i släktet Viridovipera och familjen huggormar. IUCN kategoriserar arten globalt som livskraftig. Inga underarter finns listade i Catalogue of Life.
Enligt Reptile Database ingår arten i släktet Trimeresurus.
Denna huggorm förekommer i södra Kina i provinserna Sichuan och Yunnan. Den lever i låglandet och i bergstrakter upp till 2845 meter över havet. Habitatet utgörs av skogar och buskskogar. Individerna är aktiva på natten och klättrar främst i växtligheten. Arten äter mindre däggdjur och andra små ryggradsdjur.